# Beta Canum Venaticorum
Beta Canum Venaticorum (Chara, 8 Canum Venaticorum) é uma estrela na direção da Canes Venatici. Possui uma ascensão reta de 12h 33m 45.09s e uma declinação de +41° 21′ 24.4″. Sua magnitude aparente é igual a 4.24. Considerando sua distância de 27 anos-luz em relação à Terra, sua magnitude absoluta é igual a 4.63. Pertence à classe espectral G0V. É uma estrela próxima ao Sistema Solar e compartilha muitas semelhanças físicas com o Sol.